# アックスヤマザキ
アックスヤマザキは、日本のミシン製造を行う機械メーカー。本社は大阪府大阪市生野区。

## 概要
小型家庭用ミシンの製造のほか、外部ミシンメーカーへの相手先ブランド供給（OEM供給）を行う。OEM供給先は積極的に明らかにされていないが、2001年にシンガーへ供給していた小型ミシンがグッドデザイン賞を受賞したことがあり、現在でもシンガーのミシンを自社の通販サイトで販売している。
2015年には子供でも使える「毛糸ミシンHug」を投入し第16回ホビー産業大賞などを受賞（後述）したほか、2020年には手作りマスク需要が生じたタイミングで投入された「子育てにちょうどいいミシン」などがヒットするなど、他社と差別化を図った特徴的な機種の投入で注目されている。

## 沿革
- 1946年 - 家庭用ミシンの製造を目的として山﨑卯一郎が創業。
- 1956年 - 社名を株式会社山﨑ミシン製作所とする。
- 1970年 - 通商産業大臣より輸出貢献企業として受賞。
- 1982年 - 大阪府知事より産業功労者として受賞。
- 1987年 - 台湾工場設立。
- 1988年 - 通商産業大臣よりデザイナーとしてグッドデザイン商品選定証（以後1991年、1992年、2010年）。
- 1993年 - 株式会社アックスヤマザキへ社名変更。
- 2016年 - 前年に発売を開始した毛糸ミシンHugが第16回ホビー産業大賞 経済産業大臣賞を受賞。第10回キッズデザイン賞を受賞。